# Erik Jayme
Erik Jayme (8 de junho de 1934, Montreal - 1 de maio de 2024) foi um jurista alemão. Até sua aposentadoria em 2002, foi professor de Direito Privado, Direito Internacional Privado e Direito Comparado na Universidade de Heidelberg. De 1997 a 1999, atuou como presidente do Institut de Droit International e como vice-presidente da Academia de Direito Internacional de Haia de 2004 até sua morte.

## Vida acadêmica
Jayme nasceu em 1934 em Montreal. Em 1973/1974 foi professor catedrático na Universidade de Münster, depois na Universidade de Munique. De 1983 a 2002 foi professor titular de Direito Privado, Direito Internacional Privado e Direito Comparado na Universidade de Heidelberg.

## Associações e homenagens
Jayme foi membro do Institut de Droit International, e seu presidente de 1997 a 1999. De 2004 até sua morte, foi vice-presidente do Curatório da Academia de Direito Internacional de Haia. Recebeu o título de Doutor Honoris Causa das universidades de Ferrara (1991),  Budapeste (2000), Montpellier (2003), Porto Alegre (UFRGS) (2003) e Coimbra, e Académicien titulaire da Academia Internacional de Direito Comparado (Paris). Ele foi membro da Academia de Ciências e Humanidades de Heidelberg (1989), do Istituto Veneto di Scienze, Lettere ed Arti (2004) e membro estrangeiro da Academia Real de Artes e Ciências da Holanda (2005). Em 2008 recebeu a Ordem do Cruzeiro do Sul.

## Publicações
Lista de publicações até 2002, compilada por Marc Bachert em: Erik Jame (org.): Identidade Cultural e Direito Internacional Privado. Heidelberg, 2003, pp. 211-254. Para os escritos de 2003 a 2019, veja aSchriftenverzeichnis Erik Jayme
- Nationales Kunstwerk und internationales Privatrecht. Vorträge, Aufsätze, Gutachten. (=Gesammelte Schriften, Vol. 1). C. F. Müller, Heidelberg 1999, ISBN 978-3-8114-8299-9.
- Rechtsvergleichung. Ideengeschichte und Grundlagen. Von Emerico Amari zur Postmoderne. Vorträge, Aufsätze, Rezensionen. (=Gesammelte Schriften, Vol. 2). C. F. Müller, Heidelberg, ISBN 978-3-8114-2224-7.
- Internationales Privatrecht und Völkerrecht. Studien – Vorträge – Berichte. (=Gesammelte Schriften, Vol. 3). C. F. Müller, Heidelberg 2003, ISBN 978-3-8114-5152-0.
- Internationales Privatrecht. Ideengeschichte von Mancini und Ehrenzweig zum Europäischen Kollisionsrecht. (=Gesammelte Schriften, Vol. 4). C. F. Müller, Heidelberg 2009, ISBN 978-3-8114-7720-9.
- Kunstrecht, Urheberrecht, Kunstgeschichte: Vorträge, Aufsätze und Rezensionen. (=Gesammelte Schriften, Vol. 5). C. F. Müller, Heidelberg, ISBN 978-3-8114-3936-8.
- Internationales Privatrecht – Rechtsvergleichung und Rechtsgeschichte – Kulturgüterschutz, Kunstrecht und Urheberrecht. Vorträge, Aufsätze und Betrachtungen. (=Gesammelte Schriften, Vol. 6). C. F. Müller, Heidelberg, ISBN 978-3-8114-5912-0.
- com Rainer Hausmann (org.): Internationales Privat- und Verfahrensrecht. Textausgabe. C. H. Beck, 21. Aufl. München 2022, ISBN 978-3-406-79431-5.
- Kunstrecht und Kunstgeschichte. In: Erik Jayme: Kunstrecht und Kunstgeschichte; Barbara Schock-Werner: Der Dom als Aufgabe – der Erhalt eines Welterbes (=Kölner Juristische Gesellschaft, Vol. 32). Otto Schmidt, Köln 2017, ISBN 978-3-504-65017-9.
- Religiöses Recht vor staatlichen Gerichten. (=Schriften der Philosophisch-Historischen Klasse der Heidelberger Akademie der Wissenschaften, Vol. 15). C. Winter, Heidelberg 1999, ISBN 978-3-8253-0913-8.
- Antonio Canova (1757-1822) als Künstler und Diplomat. Zur Rückkehr von Teilen der Bibliotheca Palatina nach Heidelberg in den Jahren 1815 und 1816. (=Heidelberger Universitätsschriften, Vol. 50). Universitätsbibliothek Heidelberg, Heidelberg 1994, ISBN 3-927705-19-5.